# Salomon Czortkower
Salomon Czortkower (ur. 6 czerwca 1903 we Lwowie, zm. 1943 we Lwowie) – polski antropolog.

## Życiorys
Studiował na Uniwersytecie Jana Kazimierza we Lwowie, na Wydziale Filozoficznym. Od 1925 roku poświęcił się antropologii. Pracował jako wolontariusz w Zakładzie Antropologii Jana Czekanowskiego. W 1931 roku uzyskał tytuł doktora filozofii na podstawie dysertacji Hiszpania przedhistoryczna w świetle rasowym. Zajmował się szczególnie antropologią Żydów, z zamiarem objęcia katedry antropologii na Uniwersytecie Hebrajskim w Jerozolimie. W 1932 roku został asystentem w Klinice Stomatologicznej i sekretarzem czasopisma „Polska Stomatologia”. Po zajęciu Lwowa w 1941 roku przez Niemców internowany, na polecenie Gestapo miał opracować antropologiczną charakterystykę więźniów. W 1943 roku został przeniesiony do getta na Zamarstynowie, gdzie zginął.

## Wybrane prace
- Anthropologische Struktur der Juden. Übersicht der Untersuchungsergebnisse. Anthropologischer Anzeiger 9 (3/4), 250-263, 1932
- Lebky z Ulwówka. Anthropologie 10 (1/4), s. 212-218, 1932
- Podłoże rasowe Żydów kaukaskich. Archiwum Towarzystwa Naukowego we Lwowie, 1933
- Hiszpania przedhistoryczna pod względem rasowym. Przegląd Antropologiczny 7, 1934
- Ustalenie wieku czaszki (tymczasowe doniesienie). Polska Stomatologia 11 (11-12), s. 325-334, 1933
- O dziedziczności progenii. Polska Stomatologia 12, s. 207–213, 1933
- Z badań nad problemami rasowymi Żydów. Miesięcznik Żydowski nr 6, 1934
- Polityka ludnościowa Niemiec. Medycyna Społeczna 10 nr 1-2, 1937
- Rasa a rasizm. Medycyna Społeczna 10 nr 3-4, 5-6, 9-10, 1937
- Skład rasowy Żydów z Jemenu. Medycyna Społeczna 11 nr 7-8, 1938
- Rasizm w świetle nauki. Medycyna Społeczna nr 3-4, 5-6
- Rzut oka na współczesną antropologię. Medycyna i Przyroda, 1937
- Wzrost Żydów jako funkcja rasy i środowiska. Almanach Zdrowia TOZu, 1937
- Skład rasowy Żydów z Jemenu. Przegląd Antropologiczny 12, 4, 1938
- Charakter rasowy przedhistorycznej ludności Półwyspu Pirenejskiego. 1939
- Znaczenie rasy w antropologji. Eugenika Polska 1, s. 21-41, 1939